# Anna Bågenholm

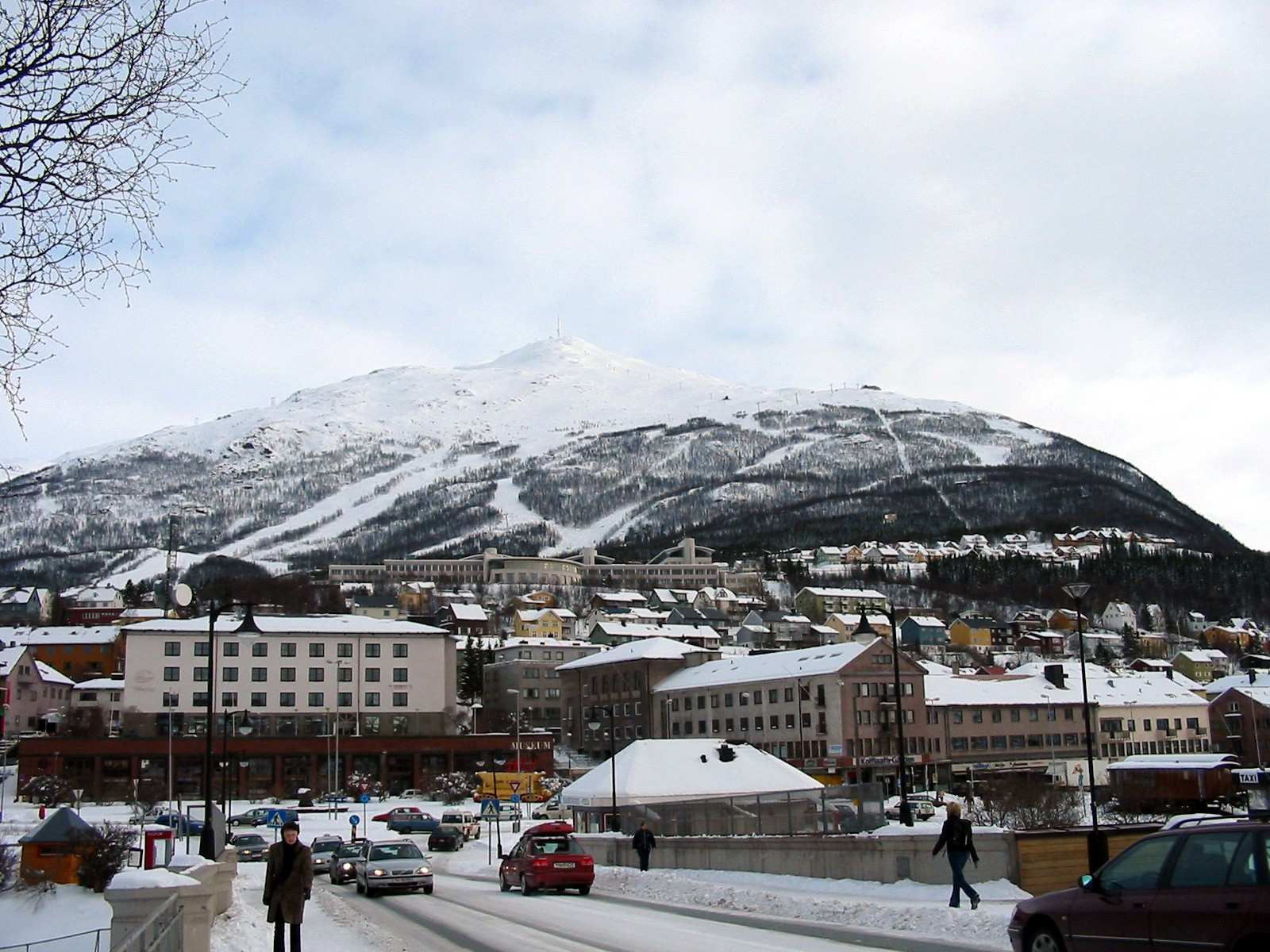
Bågenholm estava esquiant a les muntanyes dels afores de la ciutat de Narvik (a la foto) quan va caure en un rierol gelat.

Anna Elisabeth Johansson Bågenholm (Vänersborg, Suècia, 1970) és una radiòloga sueca que el 1999 va sobreviure a un accident d'esquí durant el qual va quedar atrapada durant 80 minuts en aigua gelada sota una capa de gel. En el transcurs dels esdeveniments va ser víctima d'una hipotèrmia extrema i la seva temperatura es va reduir a 13,7 °C, la temperatura corporal més baixa a la qual un ésser humà amb hipotèrmia accidental ha sobreviscut. Bågenholm va aconseguir trobar una bossa d'aire sota el gel, però va sofrir una aturada cardiorespiratòria després de romandre 40 minuts en l'aigua.
Després del rescat, Bågenholm va ser transportada en helicòpter a l'Hospital Universitari del Nord de Noruega (localitzat a Tromsø), on un equip de més d'un centenar de metges i infermeres va treballar en torns de nou hores per salvar-li la vida. Bågenholm va despertar deu dies després de l'accident paralitzada del coll cap a baix i, posteriorment, va passar dos mesos recuperant-se a la Unitat de Cures Intensives (UCI). Malgrat que va arribar a restablir-se gairebé per complet de l'accident, a finals de 2009 encara sofria símptomes menors a les mans i als peus relacionats amb una lesió neurològica. El cas de Bågenholm va ser discutit a la principal revista mèdica britànica de gran prestigi internacional The Lancet, i també en alguns llibres de medicina.

## Antecedents i l'accident
Anna Bågenholm va néixer el 1970 a Vänersborg (Suècia). En el moment de l'accident tenia vint-i-nou anys i estava estudiant per ser cirurgiana ortopèdica. Bågenholm va decidir establir-se a Narvik (Noruega. Des de maig de 1998 era ajudant de cirurgia a l'hospital de Narvik. Durant aquest període el seu mentor va ser Yngve Jones, un metge de l'hospital de Narvik que estava a punt de celebrar la seva jubilació amb una festa el 20 de maig de 1999. Aquell dia, Bågenholm esquiava a les muntanyes dels afores de Narvik amb dos col·legues seus, Marie Falkenberg i Torvind Naesheim. Bågenholm, esquiadora experta, sortia freqüentment a practicar aquest esport després de treballar.
Mentre lliscava per una muntanya escarpada per una ruta que ja havia pres abans en diverses ocasions, va perdre el control dels esquís i va caure de cap sobre una capa de gel en un riu congelat, prop d'una cascada. Es va obrir un forat en el gel i el cap i el tors de Bågenholm van penetrar dins l'aigua. El seu cos va quedar atrapat sota una capa de gel de 20 centímetres de gruix. Quan Falkenberg i Naesheim la van trobar tan sols els seus peus i esquís sobresortien del gel.

## Intents de rescat
Els col·legues de Bågenholm van intentar alliberar-la però no ho van aconseguir. A les 18:27 CET —set minuts després d'haver caigut a l'aigua— van sol·licitar ajuda mitjançant el telèfon mòbil. El tinent de policia Bard Mikkalsen va rebre la trucada i va enviar dos equips de rescat, un a la part superior de la muntanya i un altre a la part inferior. Mikkalsen també va contactar amb l'equip de rescat de Bodø, que estava equipat amb un helicòpter Sea King, però el van informar que havia sortit per transportar un nen malalt. Mikkalsen va persistir i els va convèncer de fer retornar l'aeronau.
Falkenberg i Naesheim van sostenir els esquís de Bågenholm mentre esperaven l'arribada dels equips de rescat. Bågenholm va aconseguir trobar una bossa d'aire sota l'aigua freda, que li va permetre romandre conscient durant 40 minuts abans de patir una aturada cardiorespiratòria. Ketil Singstad, que dirigia l'equip de rescat de la part superior de la muntanya, va esquiar ràpidament fins a arribar al lloc dels fets on, ajudat pel seu equip, va tractar infructuosament de treure-la mitjançant una corda. A continuació van tractar de cavar per alliberar-la, però la pala de neu no va ser capaç de trencar el gel. Llavors van arribar els equips de rescat del peu de la muntanya, que portaven una pala de jardineria punxeguda. A les 19:40 hores, l'equip va aconseguir finalment fer un forat en el gel, a través del qual van rescatar Bågenholm, que havia estat dins de l'aigua durant 80 minuts.

## Reanimació i recuperació

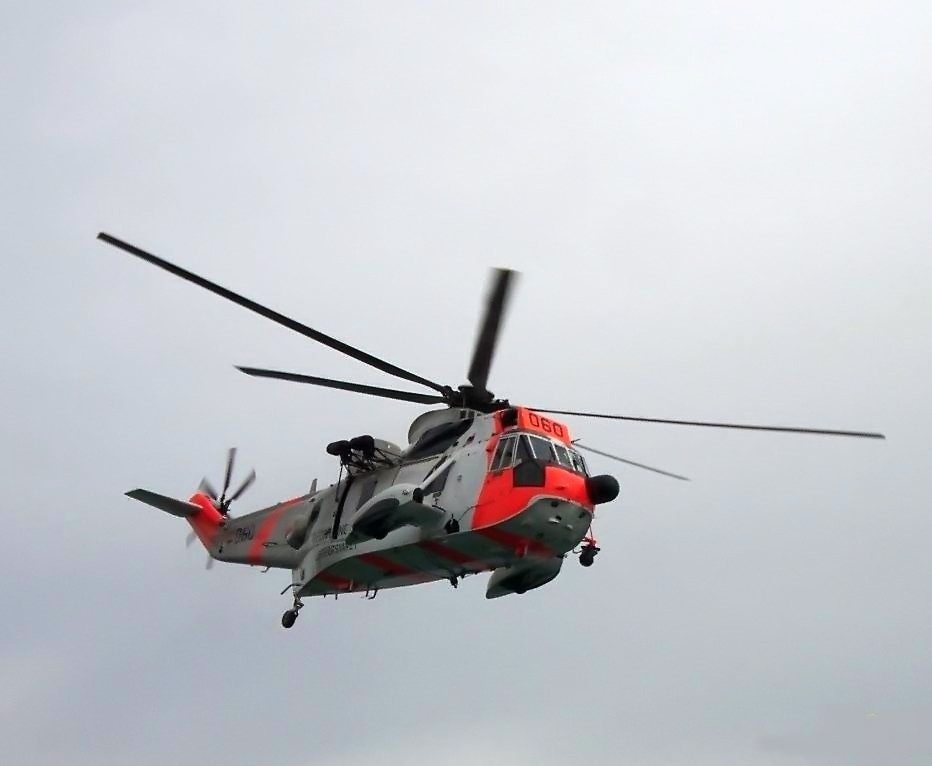
Un helicòpter Sea King va transportar Bågenholm a l'Hospital Universitari del Nord de Noruega.

Quan Bågenholm va ser treta de l'aigua tenia les pupil·les dilatades, la seva sang no circulava i no respirava. Els dos companys metges, Falkenberg i Naesheim, van començar a fer-li una reanimació cardiopulmonar. L'helicòpter de rescat no va tardar a arribar i en una hora la van traslladar a l'Hospital Universitari del Nord de Noruega, a Tromsø. L'equip de l'helicòpter va continuar amb els intents de reanimació durant el vol, a més de ventilar-la amb oxigen. També la van desfibril·lar, però sense obtenir resultats satisfactoris.
Bågenholm va arribar a l'hospital a les nou i deu minuts del vespre. La seva temperatura corporal era de 13,7 °C, la temperatura corporal més baixa mai registrada a la qual un ésser humà amb hipotèrmia accidental ha sobreviscut. El doctor Mads Gilbert, anestesiòleg i cap de la sala d'emergències de l'hospital, va procedir amb l'intent de reanimació. Gilbert va descriure l'estat de la pacient amb les següents paraules: «les seves pupil·les estan completament dilatades. Té un aspecte cendrós, blanc com el lli. Està molla. La seva pell es nota freda com el gel i sembla totalment morta». El metge havia tractat anteriorment molts casos d'hipotèrmia causats pel clima fred de Noruega i sabia com calia treballar. L'electrocardiograma de la pacient no donava senyals de vida, però Gilbert sabia que els pacients «havien de ser escalfats abans de declarar-los morts». Hi havia l'esperança que el cervell de Bågenholm hagués rebut suficient oxigen durant la reanimació cardiopulmonar que se li va practicar després del seu rescat.
La pacient va ser duta a la sala d'operacions, on un equip de més d'un centenar de metges i infermeres van treballar en torns de nou hores per salvar-li la vida. A les 21.40 li van fer una derivació cardiopulmonar (bypass cardiopulmonar), una tècnica de circulació extracorpòria que permetia escalfar la sang a l'exterior del cos abans d'introduir-la novament a les venes. El primer batec del cor se li va registrar a les 22.15; la seva temperatura corporal va arribar als 36,4 °C a les 0.49. Però la funció pulmonar va començar a empitjorar a les 02.20. Bågenholm va passar els següents 35 dies connectada a un ventilador mecànic.
Ben aviat Bågenholm va començar a mostrar signes de vitalitat: es va despertar el 30 de maig, paralitzada del coll cap avall. Tenia por d'haver de passar la resta de la seva vida al llit i es va enfadar amb els seus col·legues per haver-la salvat. Tanmateix, aviat es va recuperar de la paràlisi i més tard es va disculpar amb els seus amics: «estava molt irritada quan em vaig adonar que m'havien salvat. Temia tenir una vida sense sentit ni dignitat. Ara sóc molt feliç de ser viva i vull demanar disculpes». Els ronyons i el sistema digestiu no li funcionaven correctament, així que va haver de recuperar-se en una unitat de cures Intensives durant dos mesos més. Després de passar 28 dies a l'UCI de l'hospital de Tromsø, Bågenholm va ser traslladada amb un helicòpter ambulància a Suècia, on va dur a terme la resta de la seva recuperació.
El doctor Petter Steen Andreas, professor de l'Hospital Nacional d'Oslo, va dir que haver salvat la vida de Bågenholm va ser un «assoliment mèdic extraordinari». El metge creia que la raó per la qual la jove va ser capaç de recuperar-se va ser que el seu metabolisme es va desaccelerar durant l'incident i els teixits del seu cos van requerir menys oxigen a temperatures baixes. D'acord amb la revista Proto Magazine (publicada per l'Hospital General de Massachusetts), el metabolisme de Bågenholm es va alentir fins al 10 % de la taxa normal de referència i, per tant, amb prou feines va necessitar oxigen.

## Conseqüències
Malgrat el greu dany físic sofert durant l'accident, Bågenholm no va presentar lesions cerebrals permanents. Gilbert va comentar sobre aquest aspecte que «el seu cos va tenir temps per refredar-se per complet abans que el cor s'aturés. El seu cervell era tan fred quan el cor va deixar de bategar que les cèl·lules cerebrals van necessitar molt poc oxigen, per la qual cosa el cervell va poder sobreviure durant un temps bastant prolongat.» Gilbert també va ressaltar que la hipotèrmia terapèutica, un mètode utilitzat per salvar les víctimes d'aturades cardiorespiratòries mitjançant la reducció de la temperatura corporal, ha esdevingut més freqüent en els hospitals de Noruega després que aquest cas saltés a la fama.
Bågenholm va retornar al treball l'octubre de 1999. El 7 d'octubre, 140 dies després de l'accident, va tornar a l'hospital a Tromsø i es va reunir amb els metges i infermeres que la van ajudar a salvar-li la vida. Bågenholm va comentar: «quan ets un pacient, no penses que moriràs; penses que has d'aconseguir-ho. Des del punt de vista mèdic crec que és increïble que estigui viva». L'octubre del 2009 s'havia recuperat gairebé per complet, tot i que encara presentava símptomes lleus a mans i peus causats per seqüeles neurològiques. A finals del 2009 treballava com a radiòloga a l'hospital on li van salvar la vida.

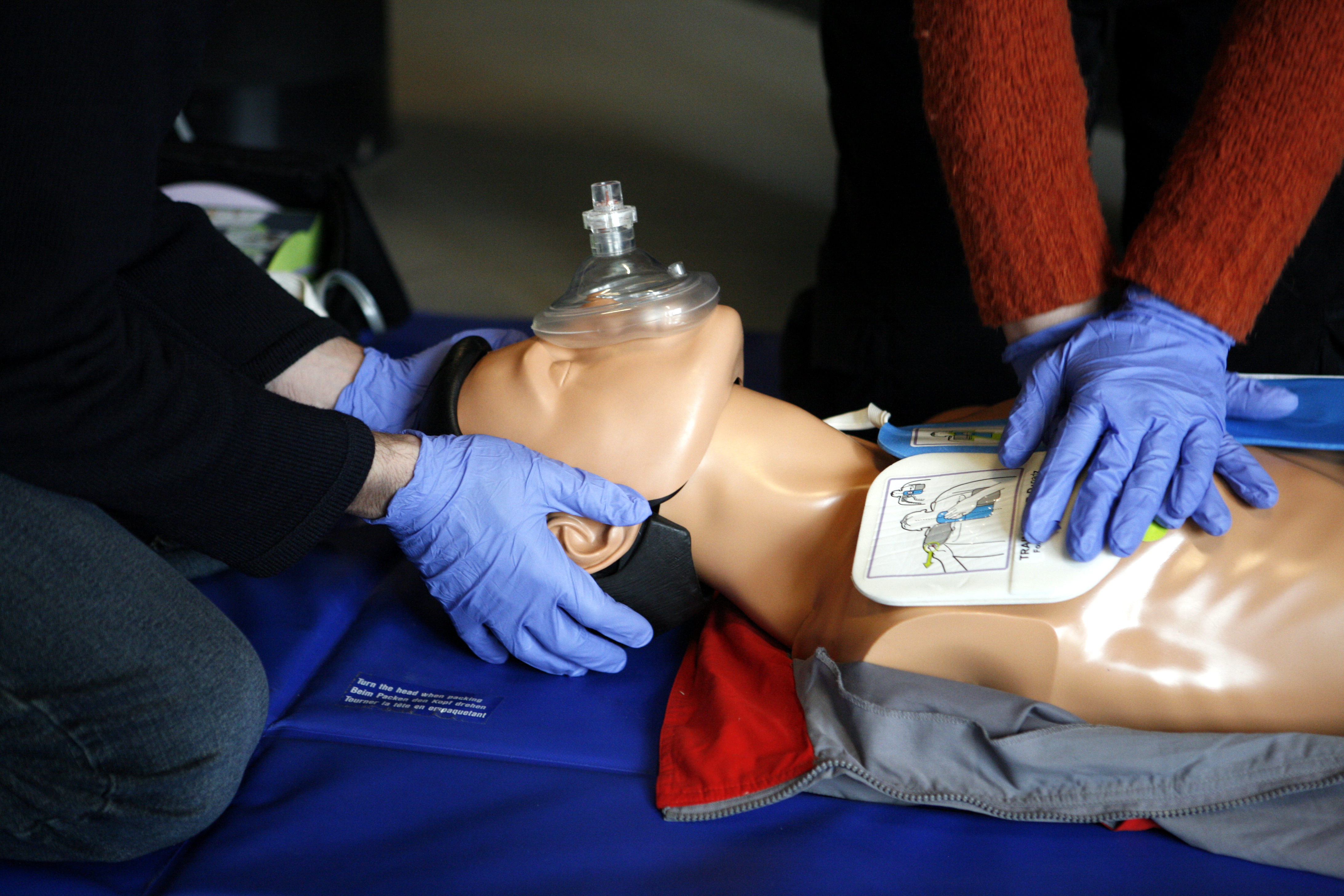
Gilbert va dir que una reanimació cardiopulmonar vigorosa té un paper important en el rescat de les víctimes d'hipotèrmia amb aturada cardiorespiratòria.

Segons BBC News, la majoria dels pacients que sofreixen d'hipotèrmia extrema moren, fins i tot encara que els metges aconsegueixin que el cor torni a bategar. La taxa de supervivència d'adults la temperatura corporal dels quals s'ha reduït a menys de 28 °C és d'un 10 % a un 33 %. Abans de l'accident de Bågenholm, la temperatura corporal més baixa a la qual algú havia sobreviscut era de 14,4 °C, dada registrada en un nen. Gilbert va afirmar que «les víctimes d'hipotèrmia profunda amb aturada cardiorespiratòria han de considerar-se amb possibilitats de reanimació i amb una perspectiva de recuperació completa. Els factors clau per a l'èxit de la reanimació són dur a terme accions ràpides —com una reanimació cardiopulmonar—, alertar ràpidament el sistema d'emergències per tal que es puguin enviar les unitats de salvament adequades (ambulàncies terrestres i aèries), una bona coordinació entre els recursos dins i fora de l'hospital, un reescalfament agressiu i un esperit de no donar-se mai per vençuts». Jel Coward, metge generalista de Tywyn (Gal·les), va dir que les persones que són víctimes d'hipotèrmia extrema sovint pot semblar que estan mortes, ja que pot ser difícil detectar-los el pols i la respiració. També va afirmar que «aquest cas ens mostra clarament que hem de ser molt cauts abans de confirmar la mort en persones que han estat sotmeses al fred».
Després de l'accident, Bågenholm es va convertir en tema de llibres de ficció, així com de llibres de text mèdics; el seu cas ha estat discutit a la principal revista mèdica britànica i de prestigi internacional The Lancet. El 25 d'octubre del 2009 la seva història va aparèixer al programa de televisió de la CNN Another Day: Cheating Death. Conduït per Sanjay Gupta, el programa explica històries de persones que han sobreviscut a condicions difícils contra tot pronòstic. Bågenholm esperava que aquest programa brindaria als televidents un millor coneixement sobre la hipotèrmia. La història també es va incloure al llibre Cheating Death: The Doctors and Medical Miracles that Are Saving Lives Against All Odds Years. El 30 d'octubre de 2009, Gilbert i Bågenholm van aparèixer junts en el popular programa suec Skavlan, de la Sveriges Television, conduït per Fredrik Skavlan.